# منشأة الإشعال الوطنية

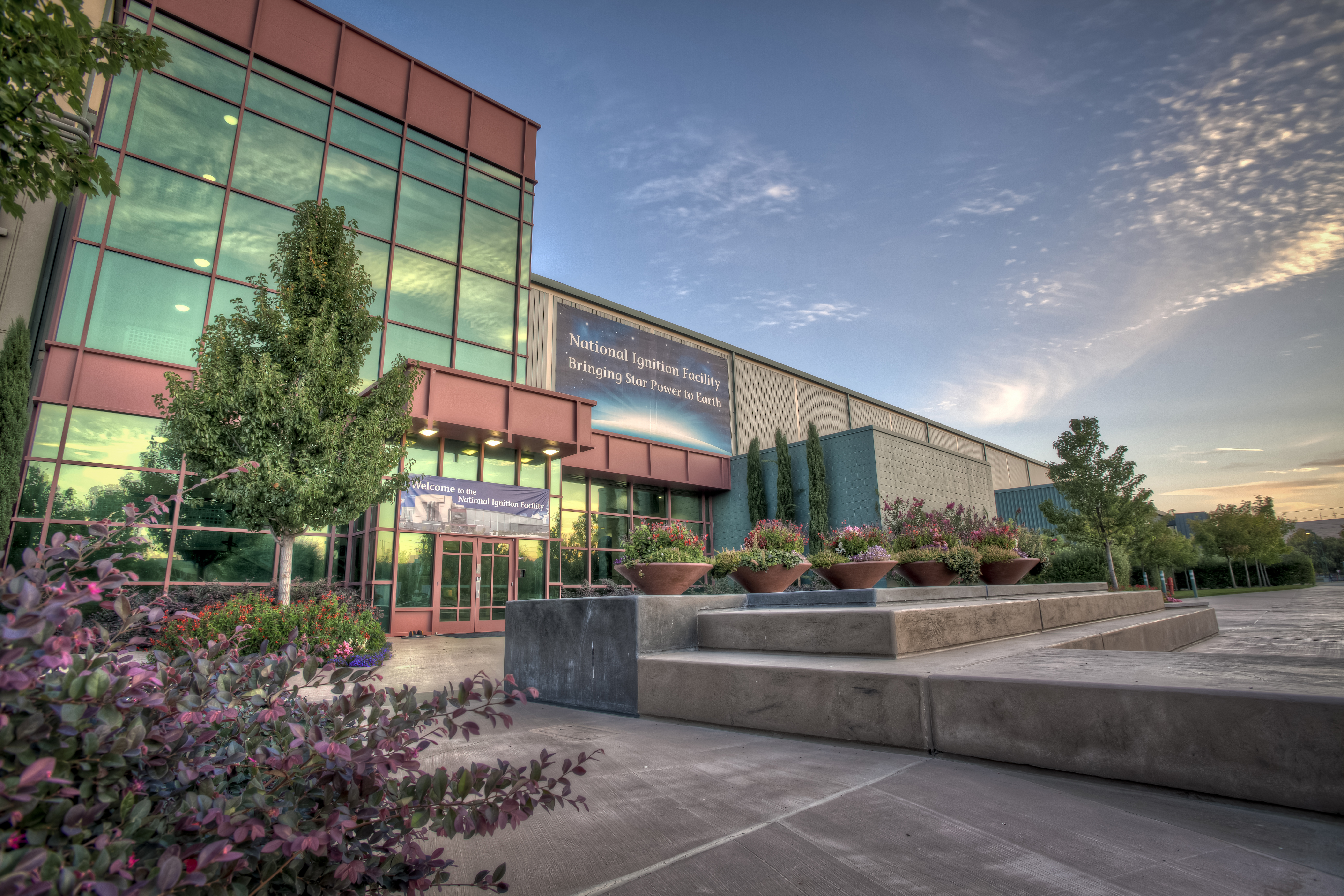
منشأة الإشعال الوطنية، التي تقع في مختبر لورنس ليفرمور الوطني.

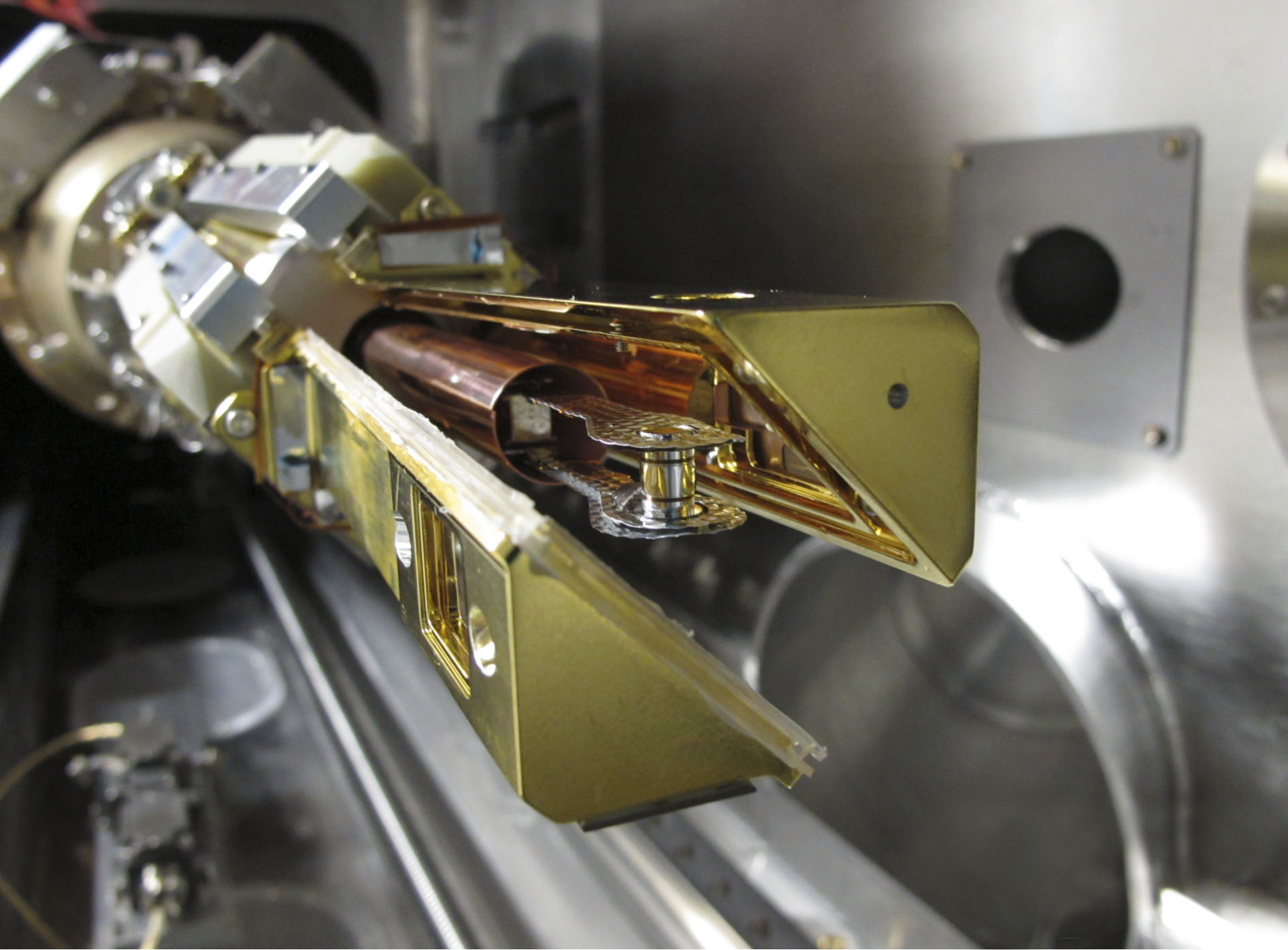
إن الهدف التجميعى للآى إن إف أول تجربة اشتعال متكاملة في نظام تحديد المواقع المستهدفة المبردة،
أو cryoTARPOS. وهما على شكل ذراعان مثلثى الشكل بشكل إحاطة حول هدف بارد لحمايته حتى يتم فتحه خمس ثوان من إطلاق النبضة.

إن منشأة الإشعال الوطنية ، أو NIF، هي جهاز أبحاث ضخم، مبني على الليزر- القصور الذاتى الإندماج بالحبس (ICF) تقع المنشأة التجريبية في مختبر لورانس ليفرمور الوطنى في ليفرمور - كاليفورنيا، بالولايات المتحدة.
منشأة NIF تستخدم ليزرا قويا لتسخين وضغط كمية صغيرة من وقود الهيدروجين إلى الدرجة الحرارية التي 
```
تبدأ فيها تفاعلات 
الاندماج النووي
 في الحدوث. جهاز الإشعال بالليزر (ICF) هو الأضخم والأكثر إنتاجا للطاقة، تم بناؤه وحقق مستوى قياسي 1.875
```

مليون جول نبضة من ضوء الليزر فوق البنفسجية إلى هدف الدائرة في 15 مارس 2012. هذه لقطة سجل هو معلم هام في مهمة آى إن إف للوصول إلى الهدف الذي طال انتظاره من اشتعال إندماجى، والنقطة التي يصبح يصبح فيها الاندماج النووي ذو اكتفاء ذاتي (بمعنى أن ينتج طاقة تعادل طاقة التشغيل ، بل وتزيد عليها ) . لكن، منذ ذلك الحدث فقد أنتجت نبضات ليزرية أخرى أكثر قوة، بما في ذلك من تسديدة 500 تيراواط في 5 يوليو 2012.
إن مهمة آى إن إف هو تحقيق الاندماج مع ارتفاع مكاسب الطاقة، ودعم الأسلحة النووية صيانة والتصميم من خلال دراسة معادلة سلوك المادة وفقا للشروط داخل الأسلحة النووية.
بدأ البناء في عام 1997، لكن المشاكل الإدارية والتأخر التقني جعل التقدم بطيئا حتى وقت مبكر من 2000، حيث تولى فريق إدارة جديد، التقدم بعد عام 2000 كان أكثر وضوحا، ولكن بالمقارنة مع التقديرات الأولية، آى إن إف استكمل بعد خمس سنوات عن الموعد المحدد، وكان ما يقرب من أربع مرات أكثر تكلفة من الميزانية المقررة أصلا. وقد تم اعتماد الإنشاءات الكلية في 31 مارس 2009 من قبل الولايات المتحدة وزارة الطاقة،  وجرى احتفال تكريسى في يوم 29 مايو 2009. وجرت تجربة أول هدف ليزرى على نطاق واسع في يونيو 2009 وأعلن الانتهاء من أول تجارب الاشتعال المتكاملة في أكتوبر 2010.
بدأ البناء في NIF في عام 1997. وقد تم الانتهاء من بناء NIF متأخراً عن الموعد المحدد بخمس سنوات وبتكلفة أربعة أضعاف ميزانيتها الأصلية. تم اعتماد البناء في 31 مارس 2009 ، من قبل الولايات المتحدة Department of Energy.  تم إجراء التجارب الأولى على نطاق واسع في يونيو 2009  وأول "تجارب الإشعال المتكاملة" (التي اختبرت قوة الليزر) تم الإعلان عنها كمتطلبات ted في أكتوبر 2010. 
من عام 2009 إلى عام 2012 ، أجريت تجارب في إطار حملة الإشعال الوطنية ، بهدف الوصول إلى الإشعال فور وصول الليزر إلى طاقته الكاملة ، في وقت ما في النصف الثاني من عام 2012. وانتهت الحملة رسميًا في سبتمبر 2012 ، في حوالي 1⁄10 الشروط اللازمة للاشتعال.   بعد ذلك تم استخدام المنشأة NIF بشكل أساسي لعلوم المواد وأبحاث الأسلحة. في عام 2021 ، وبعد التحسينات في تصميم هدف الوقود ، أنتجت "ني إي إف " 70% من طاقة الليزر ، متجاوزة الرقم القياسي المسجل في عام 1997 بواسطة مفاعل  JET الأوروبي عند 67٪ وحقق إشعال البلازما. في 5 كانون الأول (ديسمبر) 2022 ، بعد مزيد من التحسينات التقنية ، وصلت NIF إلى "الاشتعال" ، أو  التعادل العلمي ، لأول مرة ، محققة عائد طاقة بنسبة 154٪. 

## الوصف

### خلفية
بالقصور الذاتي الحبس الإندماجى (ICF) أجهزة تستخدم «برامج التشغيل» لتسخين بسرعة الطبقات الخارجية من «الهدف» من أجل تشكيل ضغط عليه. الهدف هو بلية كروية صغيرة تحتوي على كسر من ملليغرام من الوقود الاندماجي، عادة مزيج من الديوتيريوم والتريتيوم. الطاقة من الليزر تؤدى إلى ارتفاع درجات الحرارة على سطح كرية في البلازما، والتي تفجر السطح من وقود الهيدروجين. الجزء المتبقى من الهدف يندفع إلى الداخل، ضغط في نهاية المطاف إلى نقطة صغيرة من كثافة عالية للغاية. وblowoff السريع يخلق أيضا موجة الصدمة التي تسافر نحو مركز وقود مضغوط من جميع الجوانب. عندما يصل إلى مركز الوقود، فإن حجما صغيرا يسخن ويحدث له انضغاط إلى حد كبير. وعندما ترتفع درجة الحرارة والكثافة لتلك البقعة الصغيرة بدرجة عالية بما فيه الكفاية، فإنه سوف تحدث تفاعلات الاندماج وإطلاق الطاقة.
ردود الفعل للاندماج والإفراج عن جزئيات ذات طاقة عالية، والبعض منها، في المقام الأول جسيم ألفا تتصادم مع وقود عالي الكثافة والحرارة المحيطة بها أكثر من ذلك. إذا كانت هذه العملية تحمل ما يكفي من الطاقة في منطقة معينة يمكن أن يسبب ذلك الوقود للخضوع للاندماج كذلك. ونظرا للظروف حق الشامل للكثافة عالية في استهلاك الوقود ما يكفي من الضغط ودرجة الحرارة، فإن عملية التسخين تلك تؤدي إلى سلسلة من ردود الفعل، وحرق نحو الخارج من مركز حيث بدأت موجة صدمة رد الفعل. هذا هو الشرط المعروف باسم «اشتعال»، الأمر الذي سيؤدي إلى نسبة كبيرة من الوقود في الهدف يمر بالاندماج وإطلاق كميات كبيرة من الطاقة.
تفاعلات الانصهار تفرج عن الجسيمات ذات الطاقة العالية، والبعض منها، في المقام الأول جسيمات ألفا، التي تصطدم بالوقود عالي الكثافة المحيط بها وتسخنه بشدة. إذا أسفرت هذه العملية عن تحرير طاقة كافية في منطقة معينة يمكن أن يسبب ذلك الوقود للخضوع للانصهار كذلك. وبالنظر إلى الظروف العامة فإن ضغط الوقود عالي الكثافة بما فيه الكفاية ودرجة الحرارة فإن عملية التسخين تلك ستؤدي إلى سلسلة من ردود الفعل، وحرق الكمية الخارجة من المركز حيث تبدأ موجة صدمة رد الفعل. هذه هي الحالة المعروفة باسم «الاشتعال» التي ستؤدي إلى أنصهار جزء كبير من الوقود في الهدف ويتم الإفراج عن كميات كبيرة من الطاقة.
حتى الآن معظم التجارب ICF تستخدم أشعة الليزر لتسخين الهدف. تظهر الحسابات أن الطاقة يجب أن يتم تسليمها بسرعة في النظام لضغط اللب أو core . أيضا يجب أن تركز طاقة الليزر بالتساوي قبل تفككها عبر سطح الهدف الخارجي من أجل طي الوقود إلى نواة متماثلة. على الرغم من أن "Drivers" الآخرين قد اقترحوا، والأيونات الثقيلة وخاصة المدفوعة في مسرع الجسيمات، فإن أشعة الليزر هي حاليا الأجهزة فقط التي لها الحق في الجمع بين كل ميزات.

### مشغل الليزر
إن آى إف يهدف إلى إنشاء وحيد 500 تيراوات (TW) أعلى ومضة من الضوء تصل إلى الهدف من اتجاهات عديدة في نفس الوقت، في غضون بضعة بيكوثانية. تصميم يستخدم 192 beamlines في نظام مواز من flashlamp ضخ، النيوديميوم دوب ليزر زجاج فوسفات.
لضمان أن الناتج من خطوط الشعاع يكون منتظا، يتم تضخيم ضوء الليزر الأولي من مصدر واحد في نظام حقن ليزرى (ILS). هذا يبدأ مع فلاش الطاقة المنخفضة من 1053 نانومتر (نانومتر) ضوء الأشعة تحت الحمراء ولدت في ايتربيوم مشوب ليزر الألياف البصرية المعروفة باسم خطوط شعاع المتذبذب الرئيسي
.
الضوء من المتذبذب الرئيسي يتفرق وينقسم إلى 48 وحدات تضخيم أولية (PAMS). كل وحدة تضخيم تحتوي على عملية تضخيم ذات مرحلتين. المرحلة الأولى هي المضخم التجديدي يتم خلاله نبض يدور بين 30 و60 مرة، وزيادة في الطاقة من nanojoules إلى عشرات من millimoles. ثم يمر الضوء أربع مرات من خلال الدائرة التي تحتوي على مضخم النيوديميوم الزجاجى مماثلة ل (ولكن أصغر بكثير من) تلك التي استخدمت في خطوط الإشعاع الرئيسية، وتقوم بتعزيز nanojoules الضوء المتولدة في المذبذب الرئيسي إلى حوالي 6 جول. وفقا لLLNL، كان تصميم PAMS واحدة من التحديات الرئيسية أثناء عملية البناء. وقد سمح إدخال تحسينات على التصميم منذ ذلك الحين لتجاوز أهدافه التصميم الأولي.
التضخيم الرئيسي يقام في سلسلة من المضخمات الزجاجية تقع في واحدة من نهاية خطوط الإشعاع. قبل «اطلاق النار» المضخمات هي أول ضخ بصري بما يصل مجموعه 7,680 مصباح فلاش زينون (في PAMS يكون بها مصابيح الفلاش الأصغر كذلك). تعمل بطاقة المصابيح من قبل بنك المكثف الذي يخزن ما مجموعه 422 الميغاجول (MJ) من الطاقة الكهربائية. عندما يمر من خلالهم واجهة الموجة لهم، المضخمات تطلق بعضا من الطاقة الضوئية المخزنة فيها وتحوله إلى شعاع. ولتحسين نقل الطاقة يتم إرسال الحزم إلى القسم الرئيسي للمضخم أربع مرات، وذلك باستخدام التبديلات البصرية التي تقع في تجويف مرآة. حيث مجموع هذه المكبرات تزيد 6 J الأصلية مثل التي قدمتها PAMS إلى 4 أضعاف الاسمية MJ. ونظرا لحجم الوقت الذي يتراوح من بضعة أجزاء من البليون من الثانية، وقوة الأشعة فوق البنفسجية تبلغ ذروتها حين تسليمها إلى الهدف هو المقابل عالية جدا، 500 تيراوات.

## مشاريع مماثلة
Other fusion reactor designs could also be potential sources of energy in the future.
بعض المشاريع التجريبية المماثلة هي:
- DEMOnstration Power Plant (DEMO).[20]
- High Power laser Energy Research facility (HiPER).[21]
- International Fusion Materials Irradiation Facility (IFMIF).[22]
- المفاعل النووي الحراري التجريبي الدولي
- الحلقة الأوروبية المشتركة (جيت) (JET).[23]
- Laboratory for Laser Energetics (LLE).
- Laser Mégajoule (LMJ).[24]
- مفاعل ويندلاشتاين 7 إكس.[25]

## صور

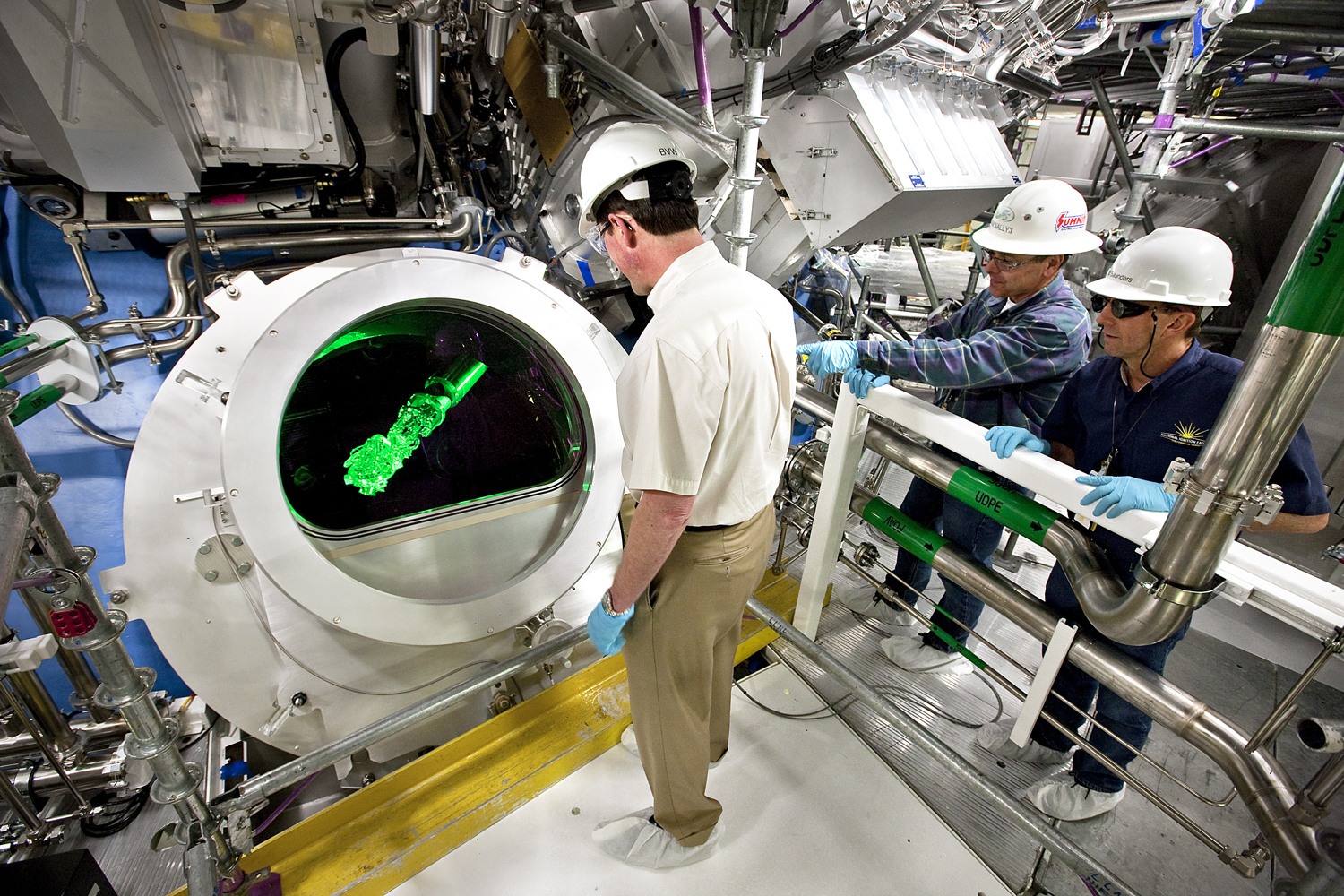
Viewing port allows a look into the interior of the 30 foot diameter target chamber.
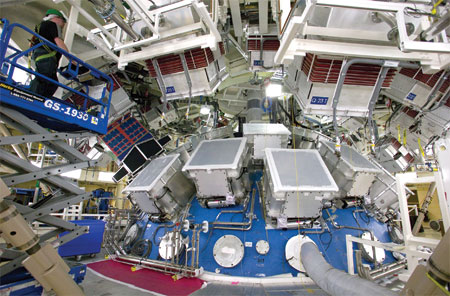
Exterior view of the upper 1/3 of the target chamber. The large square beam ports are prominent.
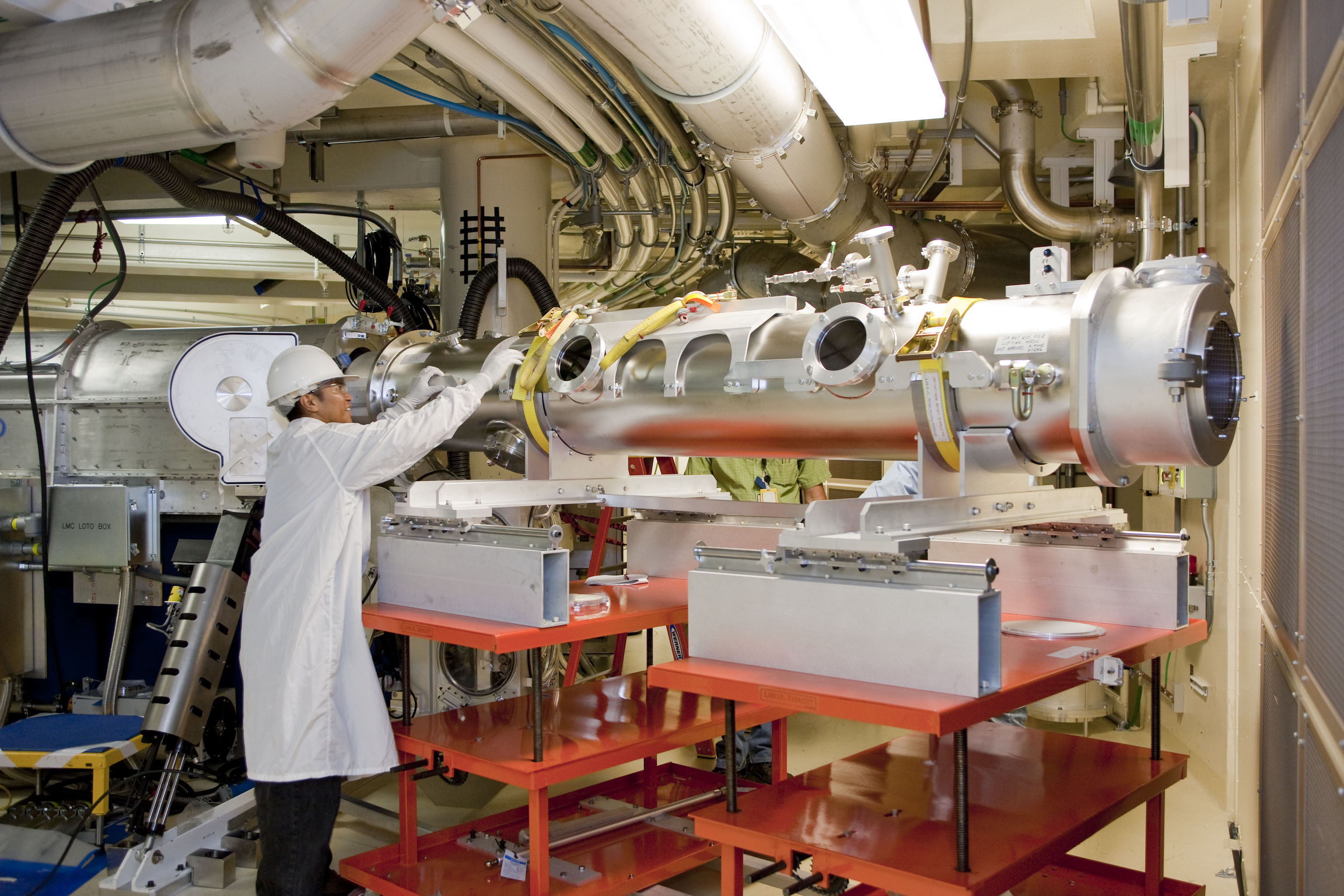
A technician loads an instrument canister into the vacuum-sealed diagnostic instrument manipulator.
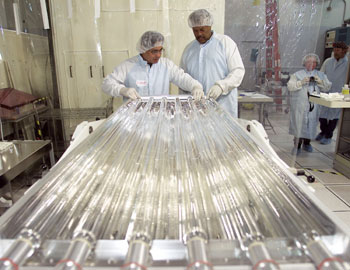
The flashlamps used to pump the main amplifiers are the largest ever in commercial production.
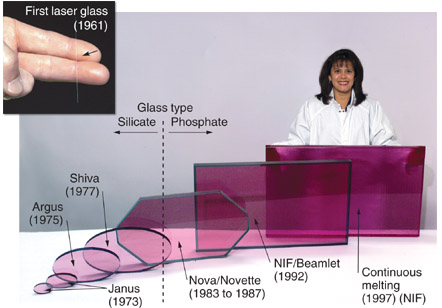
The glass slabs used in the amplifiers are likewise much larger than those used in previous lasers.

پانوراما taken outside the fusion chamber.